# Egmont (Goethe)

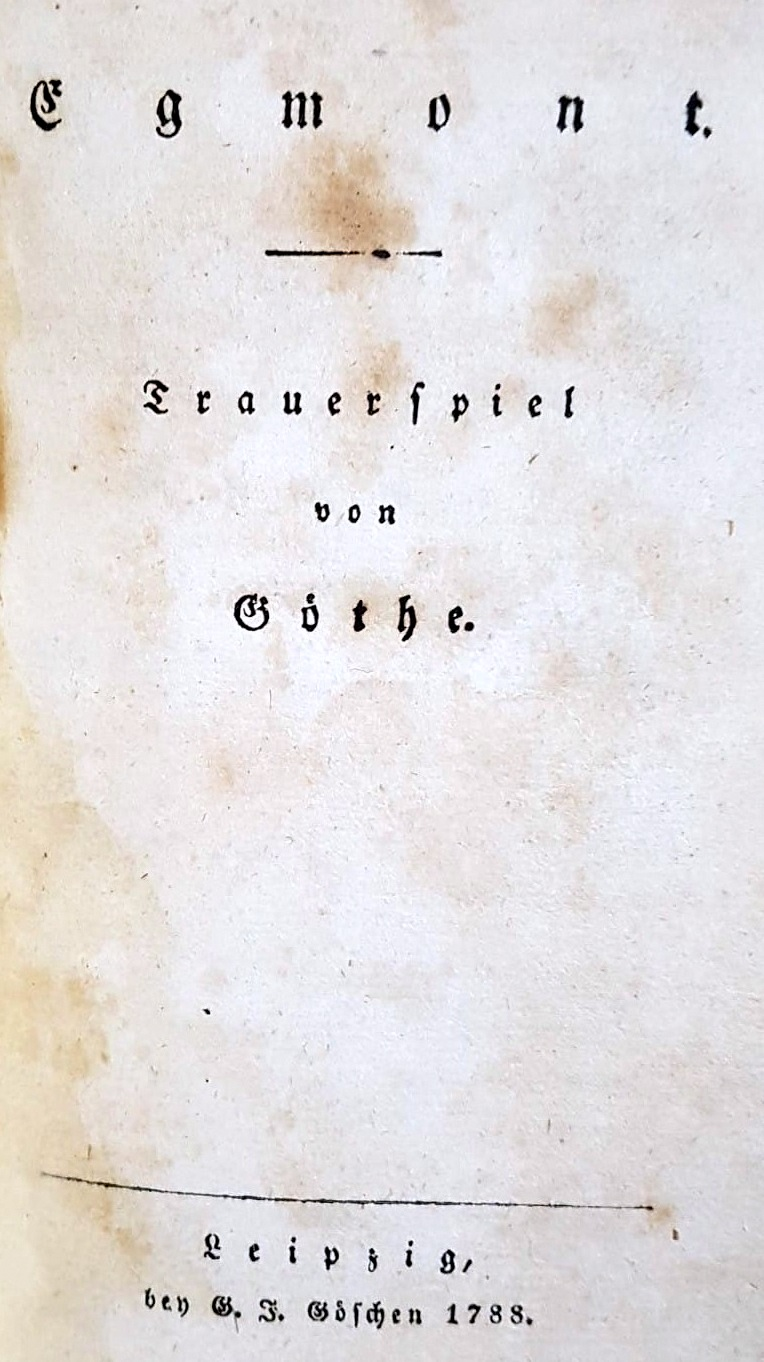
Eerste druk van Egmont (1788)

Egmont is een treurspel van de hand van Johann Wolfgang von Goethe. Goethe begon met dit werk in 1775, maar pas in 1788 kwam het in druk beschikbaar. 

## Treurspel en werkelijkheid
Het toneelstuk van Goethe speelt zich af in Brussel, destijds de belangrijkste stad van de Nederlanden, aan het begin van de Tachtigjarige Oorlog in de jaren 1566-1568. De historische stof vond hij bij Famiano Strada en Emanuel van Meteren, maar hij ging er vrij mee om. De hoofdfiguur Egmont is gebaseerd op de edelman Lamoraal van Egmont. 
Goethe kwam op het idee voor dit treurspel over Egmont tijdens zijn studie van de Nederlandse geschiedenis. De held van zijn werk heeft echter weinig overeenkomsten met de echte Lamoraal van Egmont.       

## Inhoud
De graaf van Egmont en Willem van Oranje voeren de adel aan in de strijd tegen de Spaanse onderdrukking van de Nederlanden. Als de 'ijzeren' hertog van Alva door de Spaanse koning wordt benoemd tot landvoogd om orde op zaken te stellen in de Nederlanden, vlucht Willem van Oranje uit Brussel. Lamoraal van Egmont, die begrip heeft voor sommige eisen van de opstandelingen maar loyaal blijft aan de Spaanse koning, onderschat het gevaar van de hertog van Alva en de Spanjaarden. Ondanks zijn populariteit bij de Nederlandse burgers, wordt zijn positie steeds wankeler, daar de Spanjaarden vinden dat hij de Beeldenstorm niet hard genoeg veroordeelt. 
Toch is Egmont net als de goedmenende landvoogdes Margaretha van Parma en de sinistere hertog van Alva van oordeel dat de calvinistische beroeringen moeten worden bestreden. Slechts Margaretha's secretaris Machiavel, een boodschapper die Strada kort vermeldt en die door Goethe wordt uitgewerkt en gemodelleerd naar Niccolo Machiavelli, ziet in dat het calvinisme daarvoor te ver is doorgedrongen. Hij pleit vergeefs voor een pragmatische tolerantie, zodat een wig kan worden gedreven tussen de extremisten en de gematigden. 
Alhoewel Egmont met arrestatie wordt bedreigd, weigert hij te vluchten. Hij wordt opgepakt en ter dood veroordeeld.

## Personages
- MARGARETHA VAN PARMA, landvoogdes der Nederlanden
- GRAAF VAN EGMONT
- WILLEM, prins van Oranje
- HERTOG VAN ALVA
- FERDINAND, buitenechtelijke zoon van Alva
- MACHIAVEL, raadgever van Margaretha van Parma
- RICHARD, geheimschrijver van Egmont
- SILVA, vertrouweling van Alva
- GOMEZ, vertrouweling van Alva
- KLAARTJE, geliefde van Egmont
- MOEDER VAN KLAARTJE
- BRAKENBURG
- SOEST, een kramer
- JETTER, een kleermaker
- BUYCK, een soldaat onder Egmont
- RUYSUM, een dove invalide
- VAUSEN, een schrijver

## Weerklank
In 1809 componeerde Ludwig van Beethoven in opdracht van het Weense Burgtheater het stuk Egmont als toneelmuziek bij het treurspel van Goethe. In 1958 werd het toneelstuk van Goethe verschillende keren opgevoerd op de Brusselse Grote Markt.  In juni 1999 werd het treurspel opgevoerd door het Théâtre des Galeries op de binnenplaats van het stadhuis van Brussel. In 2012 voerde Le Concert Olympique het in 1809 geschreven opus 84 van Ludwig van Beethoven, de toneelmuziek Egmont, geschreven voor het Weense Hoftheater bij het treurspel Egmont van Johann Wolfgang von Goethe, integraal uit. Die uitvoering stond onder leiding van Jan Caeyers. Ter gelegenheid van die uitvoering verzocht Le Concert Olympique aan de schrijver Erwin Mortier een aantal teksten te schrijven in de geest van het toneelstuk van Goethe. In 2012 werden die teksten uitgebracht onder de titel Slaap ons in waarbij de dirigent een nawoord schreef. Jan Decleir, Peter Van den Begin en het Antwerp Symphony Orchestra brachten in 2018 het stuk Egmont. In 2019 werd het stuk uitgevoerd (in een door Eric-Emmanuel Schmitt herschreven versie) door het Nationaal Orkest van België in BOZAR. Vanaf 2022 voerden Jan Decleir, I SOLISTI Belgian wind ensemble Antwerp en het Vlaams Radiokoor het stuk Egmont op.

## Nederlandse vertalingen
- Egmont. Treurspel in 5 bedryven, 1790
- Egmond. Treurspel van Goethe, vert. J.A. van Eeden, 1853

## Voetnoten
1. ↑  Ritchie Robertson, "Goethe and Machiavelli" in: John Walker (ed.), The Present Word. Culture, Society and the Site of Literature. Essays in Honour of Nicholas Boyle, 2013, p. 227. ISBN 1351191993. Gearchiveerd op 27 juni 2023.
2. ↑  Weis, M. Autour des représentations du Jeu d’Egmont sur la Grand-Place de Bruxelles en 1958, Cahiers Bruxellois: 2018.
3. ↑  [Houssiau, J., Weis, M., Spatialiser le théâtre – Théâtraliser l’espace :Egmont sur la Grand-Place de Bruxelles en 1958, in: D’ANTONIO, F. en CHOPIN, M. (red.), Théâtralisation de l’espace urbain. Éditions Orizons]
4. ↑  VRT. Gearchiveerd op 9 april 2022.
5. ↑  BOZAR
6. ↑  Het Banket